# Pavelló Firal de Girona
El Pavelló Firal de Girona és una obra de Girona inclosa a l'Inventari del Patrimoni Arquitectònic de Catalunya.

## Descripció
És un edifici de planta que s'emmotlla a l'alineació de carrers. Es tracta de l'ampliació d'un pavelló esportiu existent, el qual s'empra com a hivernacle o porxo d'exposicions exteriors un cop s'ha deixat l'estructura vista. L'obra nova és un gran cos d'obra vista amb un gran interior cobert amb una estructura metàl·lica de forma corba, on hi aboquen la planta baixa i el primer pis com els balcons. La part posterior, de forma semicircular, és el bar del primer pis i accessos a planta baixa. El bar té un tractament de gelosia d'obra i dona a una gran terrassa. La façana lateral esquerra se separa del cos general per crear l'edifici de serveis, amb una escletxa separadora on hi ha l'escala de planta baixa al primer pis. Al mig del volum es focalitza una entrada potenciada per un cos cilíndric que sobresurt i amb una claraboia cònica de PVC.
Aquesta part es tracta de la primera fase del conjunt, mancant el palau de congressos.

## Història
Promocionat per l'Ajuntament de la ciutat, es començaren les obres al 1987.